# Too Far Gone
«Too Far Gone» es el segundo sencillo de la cantante inglesa Lisa Scott-Lee.

## Sencillo
«Too Far Gone» es el segundo sencillo de su álbum Unleashed, que nunca fue publicado. El sencillo fue el último publicado por Mercury Records UK, debido al fracaso de "Too Far Gone". El sencillo fue publicado por todo el mundo, recibiendo muy poco interés.
El sencillo debutó en el puesto #11 del Reino Unido, siendo insuficiente para la discográfica. En Irlanda empeoró el registro de "Lately", llegando sólo al #39, y en el resto del mundo, fracasó estrepitosamente, destacando el #102 en Austria, el #80 en China o el #98 de Francia. Debido a esto, Mercury decidió despedirla y cancelar la publicación de su álbum-debut "Unleashed".
Las únicas buenas posiciones que Lisa obtuvo fueron en Luxemburgo, debutando en el #15; y en Holanda, con el #20.

## Canciones
CD 1
1. «Too Far Gone» [Radio Edit]
2. «Too Far Gone» [Illicit Pop Mix]
3. «That's That!»

CD 2
1. «Too Far Gone» [Radio Edit]
2. «Too Far Gone» [Almighty Mix]
3. «Too Far Gone» [Bimbo Jones Mix]

## Trayectoria en las listas
| Listas (2003)                  | Posición |
| ------------------------------ | -------- |
| UK Top 75 Singles              | 11       |
| UK Dance Charts                | 8        |
| Ireland Singles Charts         | 39       |
| Germany Singles Charts         | 80       |
| Austria Top 40 Singles         | 102      |
| France Top 100 Singles         | 98       |
| Israel Singles Chart           | 52       |
| China Singles Charts           | 80       |
| Japan ORICON Singles Charts    | 64       |
| Belgium Singles Charts         | 36       |
| The Netherlands Top 50 Singles | 20       |
| Luxemburg Top 20 Hits          | 15       |

- Datos: Q7823819